# Michael Seitz
Michael Seitz (Pseudonym Felix Valentin, * 1976 in München) ist ein deutscher Schriftsteller, der hauptsächlich Kriminalromane und Thriller verfasst.

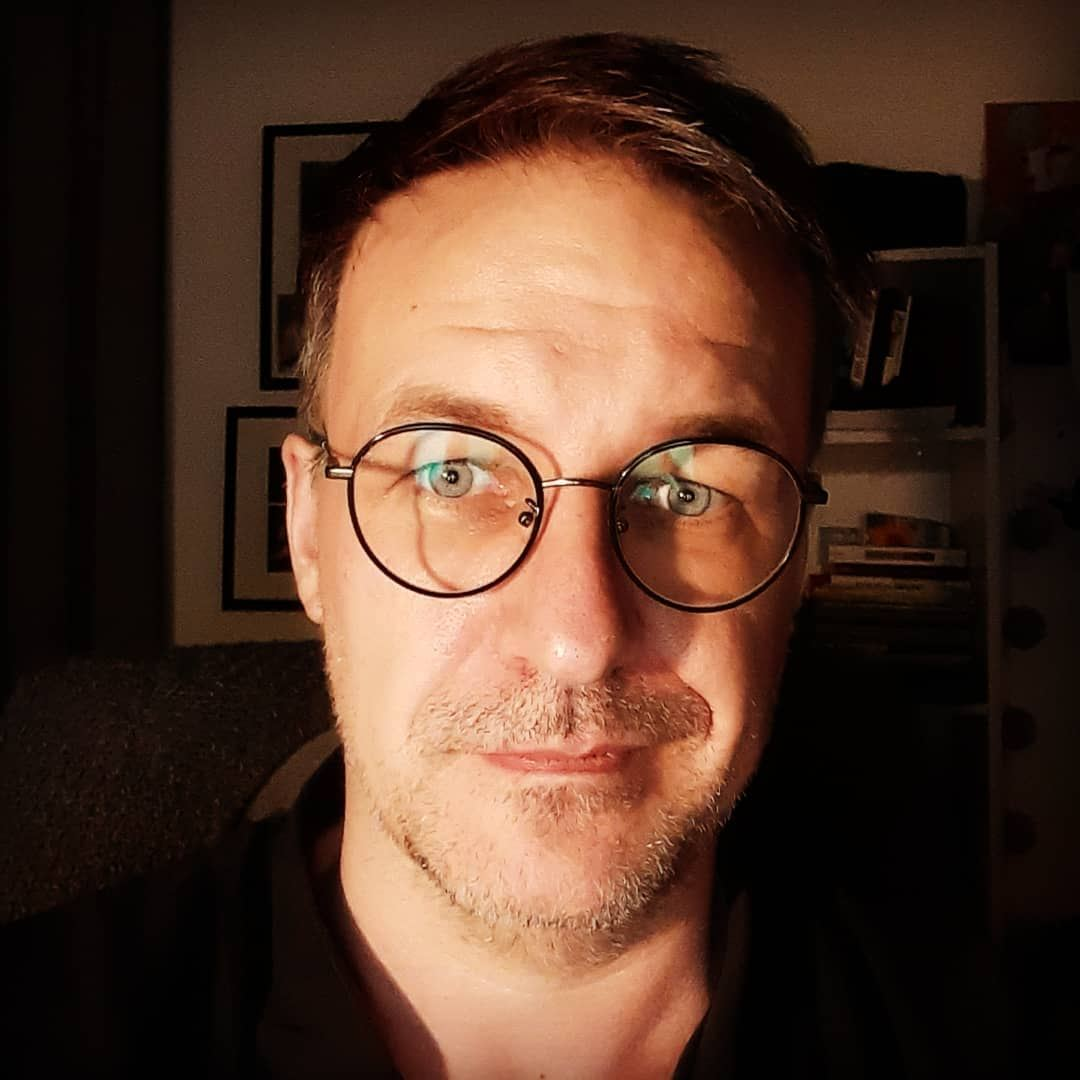
Michael Seitz (2022)

## Leben
Seitz arbeitete unter anderem als Feinmechaniker und Gesundheits- und Krankenpfleger, ehe er sich zunehmend der Schriftstellerei widmete. Er lebt seit einigen Jahren in Wien. Das Hauptwerk des Autors besteht aus Kriminalromanen und Psychothrillern. Meist wendet er sich in seinen Büchern sozialen Brennpunktthemen zu, da er viele Jahre mit psychisch erkrankten Menschen gearbeitet hat. Gemeinsam mit dem Autorenkollegen Stefan Schweizer widmet er sich zudem dem Phänomen des Rechtsextremismus im deutschsprachigen Raum in den Politthrillern Götterdämmerung  (2021), Siegfried (2022) und WalhallaX (2023).
Seitz veröffentlicht unter dem Pseudonym Felix Valentin bayerische Heimatkrimis mit humorvollem Hintergrund.

## Rezeption
Über seine Krimi-Reihe über den Wiener Privatdetektiv Falco Brunner schrieb das Magazin Lichtung: „Michael Seitz hat mit Falco Brunner einen Protagonisten geschaffen, in dessen Gefühlswelt sich der Leser gut hineinversetzen kann, mit dem er mitleiden und dessen Gefühle und Handlungen er nachvollziehen kann …“

## Werke (Auswahl)

### Einzelwerke
- Die Hexe von Burg Weißenstein. Morsak-Verlag, Grafenau 2013, ISBN 3-86512-081-4.
- Der Psychiater des Königs. Eigenverlag, 2016, ISBN 1-5368-2117-9.

### Krimi-Reihe Privatdetektiv Falco Brunner
- Die verlorenen Kinder. Droemer Knaur, München 2017, ISBN 978-3-426-21634-7.
- Der Falter. Droemer Knaur, München 2018, ISBN 3-426-21676-0.
- Sechs. Droemer Knaur, München 2019, ISBN 3-426-21720-1.

### Psychothriller-Reihe Profiler Tobi Miller
- Kinderspiel – Die Fesseln der Vergangenheit. Droemer Knaur, München 2019, ISBN 3-426-21714-7.
- Sommer der Liebe. Hörbuch, Saga Egmont, København 2022, ISBN 979-8-7183-6893-2.

### Politthriller-Reihe zusammen mit Stefan Schweizer
- Götterdämmerung. Mainbook-Verlag 2021, Frankfurt, ISBN 3-948987-09-2.
- Siegfried. Mainbook-Verlag, Frankfurt 2022, ISBN 3-948987-60-2.
- WalhallaX. Mainbook-Verlag, Frankfurt 2023, ISBN 978-3-948987-83-1.

### Krimi-Reihe Bayerisch Öd unter dem Pseudonym Felix Valentin
- Bayerisch Öd, Band 1 – Das entführte Ferkel. Lübbe-Verlag, Köln 2022, ISBN 978-3-7517-2564-4.
- Bayerisch Öd, Band 2 – Der tote Casanova. Lübbe-Verlag, Köln 2022, ISBN 978-3-7517-2575-0.
- Bayerisch Öd, Band 3 – Der Tod trägt Pelz. Lübbe-Verlag, Köln 2023, ISBN 978-3-7517-2598-9.
- Bayerisch Öd, Band 4 – Ein glamouröser Mord. Lübbe-Verlag, Köln 2023, ISBN 978-3-7517-2601-6.
- Bayerisch Öd, Band 5 – Der Fluch der Wahrsagerin. Lübbe-Verlag, Köln 2023, ISBN 978-3-7517-4684-7.
- Bayerisch Öd, Band 6 – Mordsgaudi zum Fasching. Lübbe-Verlag, Köln 2023 ISBN 978-3-7517-4685-4.

### Dienerin Liesl und Hoffotograf Viktor Angerer ermitteln unter dem Pseudonym Tom Sacher
- Der Fotograf der Kaiserin. Gmeiner Verlag, Meßkirch 2025 ISBN 978-3-8392-0763-5